# Phasia subcoleoptrata
Phasia subcoleoptrata is een vliegensoort uit de familie van de sluipvliegen (Tachinidae). De wetenschappelijke naam is gepubliceerd in 1767 door Carl Linnaeus.